# Мошница Веке (Тимиш)
Мошница Веке (рум. Moșnița Veche) насеље је у Румунији у округу Тимиш у општини Мошница Ноуа. Oпштина се налази на надморској висини од 89 m.

## Прошлост
По "Румунској енциклопедији" место се први пут помиње 1332-1337. године. У њему је 1717. године пописано 50 кућа. Нова православна црква је грађена 1812. године. Из старе богомоље брвнаре је узета икона Вазнесење Христово. 
Аустријски царски ревизор Ерлер је констатовао 1774. године да место "Мошница" припада Буковачком округу, Темишварског дистрикта. Становништво је било претежно влашко. Када је 1797. године пописан православни клир у месту су била четири свештеника. Пароси, поп Јанош Илијевић (рукоп. 1767), поп Петар Поповић (1796), поп Николаје Маћина (1755) умировљен, и ђакон Теодор Поповић (1796) служили су се само румунским језиком.

## Становништво
Према подацима из 2002. године у насељу је живело 1370 становника.

### Попис2002.
| Расподела становништва по националности 2002.‍ | Расподела становништва по националности 2002.‍ | Расподела становништва по националности 2002.‍ | Расподела становништва по националности 2002.‍ | Расподела становништва по националности 2002.‍ |
| --------------------------------------------- | --------------------------------------------- | --------------------------------------------- | --------------------------------------------- | --------------------------------------------- |
|                                               |                                               |                                               |                                               |                                               |
| Румуни                                        | Румуни                                        |                                               | 1.275                                         | 93,5%                                         |
| Мађари                                        | Мађари                                        |                                               | 12                                            | 0,9%                                          |
| Роми                                          | Роми                                          |                                               | 76                                            | 5,6%                                          |